# Константинос Верверас
Константинос Атанасиу Верверас (на гръцки: Κωνσταντίνος Βερβέρας) е гръцки революционер, деец на гръцката въоръжена пропаганда в Македония от началото на XX век.

## Биография
Верверас е роден в 1880 година в гревенското село Мавронорос в семейството на Танасис Прокопиу и Маламати. Баща му умира, когато той е малък и майка му се омъжва повторно за Евангелос Ставракис от село Тиста, където се установява със сина си. В Тиста Верверас се жени за Деспина (Деспо) Ману от Спилео, сестра на андартския капитан Диамантис Манос, с която и има син и четири дъщери.
Присъединява се към гръцката пропаганда в Македония с четата на Диамантис Манос и участва в битката на Орлякас на 29 април 1906 година. Участва и в преследването на албанците, които настъпват по инициатива на Бекир ага, през Тиста, за да плячкосат Гревена в началото на ноември 1912 година по време на Балканската война.
По време на Националната схизма (1916 - 1917) Верверас застава на страната на крал Константин и се присъединява към бунтовническите чети, които Георгиос Цондос – Вардас и Йоанис Каравитис сформират през есента на 1916 година в района на Кипурио на границите на Неутралната зона. Верверас оглавява чета с зона на отговорност за селата запад-югозапад от Мавронища . Тяхната мисия е да попречат на венизелистите и французите да пробият южната граница на Зоната и да се спуснат към Тесалия. В четите влизат бивши участници в гръцата пропаганда в Македония, както и някои младши офицери, но са създадени без одобрението на крал Константинос и министър-председателя на правителството на Атина Спиридон Ламброс.
Французите от Гревена влиазат в Тиста и Спилео и изгарят къщата на Вервера. Той е обявен за бандит и семейството му е подложено на преследване. Основен противник на Верверас е генерал-губернаторът на правителството на Венизелос в номите Кожани и Лерин, Йоанис Илиакис, тъй като Верверас е ръководител на бунтовническите пророялистки групи. В атинския вестник „Елевтерон Вима” от 16 март 1925 година Илиакис пише:
| „ | Когато бях генерал-губернатор, бандитът Верверас нападна Гревенско. Той беше цар на Гревена, точно както Янкулас днес е крал на Сервия, страшен и уважаван от жителите на своя регион. За да унищожа бандата на Верверас, използвах всички средства и се изложих на лични рискове. С разбито сърце дори приложих закона срещу членовете на семейството му, които му помагаха. Накрая тази банда за грабежи беше разбита и Верверас беше убит. | “ |

През февруари 1916 година пророялистките групи от Неутралната зона са разпуснати по искане на французите към слабото правителство на Атина. Членовете на тези чети са преследвани от французите, които държат под свой контрол Неутралната зона, а от пролетта на 1917 година в сътрудничество с венизелистите цяла Гърция. Французите напускат района на Гревена през юли 1917 година, тъй като крал Константин е отстранен предишния месец и властта над цялата страна е поета от правителството на Елевтериос Венизелос. Верверас, който няма възможност да се върне в селото си, тъй като е търсен от французите и венизелистите, излиза в планината и в началото на 1918 година създава банда с членове двадесетгодишния си син Йоанис, неговият племенник Ламброс Голияс, Йоанис Караулис и избягалият Йоанис Сириниотис. Първите трима са млади хора от Тиста, а Сириниотис е от Чурхли. Верверас взима сина си със себе си, тъй като се страхува да не бъде арестуван или изпратен в изгнание, както се случва по-късно с другите членове на семейството му. Верверас и четиримата му последователи са обявени за разбойници на 3 май 1918 година и е определена парична награда за всеки - за информация 3000 драхми и за арест или убийство 5000 драхми На 29 декември същата година паричната награда за убийството на Верверас е увеличена на 20 000 драхми и за Сириниотис на 12 000 драхми, тъй като според обвинението и двамата са водачи на бандаата, извършили са 15 убийства, много други престъпления и тероризират целия район на Гревена.
Бандата обикаля гористата местност около селата Вреащино, Алатопетра, Воденско, Лавда и Лириница. В Гревена е сформиран преследващ отряд, начело с Антониос Папантониу. Папантониу, разполагайки с информация, че скривалището на Верверас се намира в гъстата гора Хуни, близо до Вреащино, го обкръжава с четата си на 29 февруари 1918 година. В последвалия бой Папантониу и жандармеристът Ригас са убити и отрядът е разпуснат. Погребението им се провежда в Гревена на 2 март с голяма тържественост. На него присъстват генерал-гуБернаторът на правителството на Венизелос на номите Кожани и Лерин Йоанис Илиакис, префектът на Гревена Петрос Саливарас и кметът на града доктор Алексис Папалексис. Опелото е отслужено в митрополитската църква на Гревена от митрополит Емилиан Дангулас. Илиакис, за да даде специална видимост на събитието, пристига в Гревена с различни официални лица, като и военния командир на номите Кожани и Лерин, полковник К. Вардулакис и полицейския началник на Кожани Андрулакис, както и критяни, лоялни към венизеличния режим. Разпоредено е училищата на град Гревена и държавните служители да участват в погребението. В погребалната реч Илиакис обвинява своите пророялистки противници, които нарича „комитаджии“ - термин, с който в Гърция се обозначават членовете на българските чети на ВМОРО, както и врагове на страната.
През пролетта на 1918 година преследващият отряд под командването на Рисванис прилага оригинален метод, за да се доближи до убежищата на разбойниците - всички мъже от отряда се обличат в овчарски дрехи и започват да пасат овце в землището на Вреащино, където по информация е четата на Верверас. На 1 май 1918 година отрядът успява да убие сина на Верверас и неговия спътник Караулис. Смъртта на сина му дълбоко шокира Верверас. Информиран, че Рисванис с неговия отряд ще се премести на 10 юни 1918 година от Гревена към Мавронища, той им поставя засада при отбивката за Бура. Междувременно, същия ден, втори отряд жандармеристи се придвижва, за да неутрализира Верверас, воден от капитана от гръцката пропаганда в Македония Георгиос Цуканданас от Периволи, който вероятно е мотивиран от паричната награда, тъй като в миналото е поддържал приятелски отношения с Верверас. Рисванис обаче, страхувайки се от отмъщение, не поема по нормалния път до Мавронища, а използва алтернативния, който води до Добрани – Мавронорос, а по нормалния маршрут поема Цуканданас. Когато отрядът Цуканданас се приближава до мястото на засадата, Верверас пита на висок глас къде е Рисванис. Цуканданас в отговор започва да стреля по него и Верверас го прострелва в главата. Мъжете от четата, поразени от внезапната смърт на водача си, не стрелят и Верверас им поръчва да кажат на Рисванис, че скоро ще умре от ръцете му. Когато Рисванис получава съобщението, получава сърдечен удар и умира в болницата в Кожани.
След смъртта на Рисванис, Верверас напуска Гревенско за около шест месеца и прехвърля се прехвърля в Хасия и Антихасия. С него са племенникът му Ламброс Голияс от Тиста, Николаос Цигарас от Фели и Георгиос Калакос от Монахити, който се присъединява към Верверас през юни 1918 година. Сириниотис напусна групата на Верверас и сътрудничи с други бандити. В началото на юли 1918 година бандата от Верверас отива на коне в село Влахава в Антихасия, където залавя търговеца от Каламбака Георгиос Спиропулос и Евтимиос Левтерис и отнема 1000 драхми от първия, оттам се насочва към чифлик Мондеа, където залавят бея Джемал Елмаз, собственик на чифлика. В полунощ на 24 юли в местността Барес, между селата Фляка Керасия и Цапурния отрядите на Михаил Русакис и Георгиос Петру устройват засада на двама четници на Верверас, Цигарас и Калакос, които се връщат от Аспроклесия с откупа на бея. По време на битката Николаос Цигарас е убит, както и полицаят Ахилеас Малиорас. Калакос се спасява с откупа. В раницата на убития са открити 2150 дирхами в банкноти, както и писмо, адресирано до ханумисата на бея на Аспроклисия, в което й се иска откуп от 80 хиляди франка. Беят е освободен след двадесетдневен плен, след като плаща около половината от откупа.
След залавянето на бея хайдушката шайка продължава дейността си. На 4 септември 1918 година четета заколва 45 овце на животновъда Папаянис от Островос, защото той отказва да плати откуп от 60 хиляди драхми. На 7 септември 1918 година Калакос е заловен от двама селяни, които се опитва да ограби в местността Деси край село Цугуро, и го предават на властите в Каламбака. На 9 октомври 1918 година Калакос е изправен пред военния съд в Кожани, който на следващия ден го осъжда на смърт и Калакос е екзекутиран следобед на същия ден.
След злавянето на Калакос, Верверас остава сам с Ламброс Голияс. Той продължава да се скита в района на Хасия, където на 1 ноември 1918 година залавя Йоанис Пападимитриу във Велемисти, когото освобождава, при условие да му изпрати 15 000 драхми на определена дата. От Каламбака е изпратен нов преследващ отряд. Междувременно властите арестуват най-голямата му дъщеря Султана и я затварят в Атина. Съпругата на Верверас Деспо с другите си три дъщери Екатерини, Параскеви и Маламати, за да не бъдат затворени, първоначално се укриват в приятелска къща в Каламбака. След това семейството е прехвърлено от Атанасиос Какафикас в Радосинища, където са настанени за известно време в къщата на Костас Каракостас, а след това в тъмно мазе на къщата на Какафикас, който, за да не бъде арестуван, последва своя приятел Верверас нагоре в планината. Около края на август 1918 година Вангелис Каракостас, син на Костас Каракостас, предава скривалището на семейството на жандармерията, така че една нощ отряд отива в имението и я арестува. Съпругата и трите дъщери на Верверас са временно затворени в Кожани, а след това изпратени на заточение на Крит.
В началото на 1919 година Верверас се скита из планините на Гревена заедно с Атанасиос Какафикас. Междувременно Какафикас е потърсен от няколко негови познати и роднини, които се консултирали с префекта и полицейския началник на Гревена и го убедили, че в случай, че убие Верверас, освен парите от наградата (20 000 драхми) обвиненията срещу него ще бъдат снети. Какафикас, изкушен от предложението, на 9 март 1919 година на хълма северно от руините на Нитрузи (2 km западно от Радосинища), го застрелва, отрязва главата му и я предава на полицейските власти в Гревена, които я поствят под чинара на централния площад в Гревена. Хълмът, където е извършено убийството, оттогава се нарича Рахи Вервера. На 19 март Ламброс Голияс, също е убит в село Критадес.
След смъртта на Верверас, правителството на Венизелос освобождава семейството му от заточението на Крит. Параскеви умира, а останалите се връщат в Тиста. Атанасиос Какафикас с 20-те хиляди драхми от наградата отваря фабрика за сирене и в същото време поддържа кошара за овце близо до село Лунци. Там е заловен от бандитската банда на Периклис Папагеоргиу на 26 юли 1923 година и е отведен на мястото, където е обезглавил Верверас и е обезглавен.